# Michael Heendorf
Michael Heendorf (* 1964 in Magdeburg; † Januar 2017 ebenda) war ein deutscher Politiker (AfD, zuvor: PDS, CDU). Er gehörte zu den Mitbegründern der AfD und war der erste Landesvorsitzende des Landesverbandes Sachsen-Anhalt.

## Privates und Beruf
In der DDR war Heendorf Angestellter der Volkspolizei. Er erhielt jedoch ein Berufsverbot, weil er sich nicht von einem Familienmitglied distanzierte, das bei einem Fluchtversuch gefasst worden war. Nach der friedlichen Revolution konnte Heendorf in den Polizeidienst zurückkehren. Wegen  Krankheit wurde er frühpensioniert.
Er wurde am 27. Januar 2017 auf dem Magdeburger Westfriedhof beigesetzt.

## Politik
Heendorf wurde 2004 für die PDS in den Stadtrat der Landeshauptstadt Magdeburg gewählt. Während der laufenden Wahlperiode wechselte er dann zur CDU. Im Herbst 2012 trat er aus der CDU wieder aus.
2013 trat Heendorf der Wahlalternative 2013 bei und war im Februar 2013 Mitbegründer der AfD, deren damalige Geschäftsstelle in Bad Nauheim er zeitweilig leitete. Bei der Gründungsversammlung des AfD-Landesverbandes Sachsen-Anhalt im April 2013 wurde er zum Landesvorsitzenden gewählt. Zur Bundestagswahl 2013 war Heendorf AfD-Spitzenkandidat in Sachsen-Anhalt. Im Dezember 2013 trat er von seinen Ämtern zurück und aus der AfD aus; sein Nachfolger wurde Arndt Klapproth. Zuvor war er in Gegensatz zur damaligen AfD-Führung um Bernd Lucke geraten, da er laut eigener Aussage unzählige Satzung- und Gesetzesverstöße sowie autoritäre Tendenzen der Partei erkannt habe.
Heendorf gilt als „Entdecker“ von Frauke Petry. Er setzte Petry als Landesbeauftragte der Wahlalternative 2013 für den Aufbau parteipolitischer Strukturen in Sachsen ein.